# Fontenay-Saint-Père
 Fontenay-Saint-Père  es una población y comuna francesa, en la región de Isla de Francia, departamento de Yvelines, en el distrito de Mantes-la-Jolie y cantón de Limay.

## Demografía
| 706 | 758 | 782 | 808 | 927 | 987 |
| Para los censos de 1962 a 1999 la población legal corresponde a la población sin duplicidades (Fuente: INSEE [Consultar]) |     |     |     |     |     |